# Gaia - Il pianeta che vive
Gaia - Il pianeta che vive è stato un programma televisivo di divulgazione scientifica ideato da Gregorio Paolini dal 2001 e condotto da Mario Tozzi. Andava in onda su Rai 3 in prima serata, soprattutto di sabato, se non per alcune eccezioni. Il conduttore, geologo, nelle prime edizioni era affiancato da Ciro, un piccolo cucciolo di dinosauro. Andò in onda fino al 2006. Il nome del programma deriva dall'ipotesi Gaia di James Lovelock.

## Rubriche
Il programma spaziava tra vari argomenti, ma sempre concernenti l'ambito terrestre, da cui il nome "Gaia" (che in greco significa "terra").
In particolare, in alcune puntate si è parlato dell'effetto serra, dei metodi per combatterlo, e anche delle conseguenze e i costi di tutto ciò.
Dal 2003 venne realizzata un'edizione in formato ridotto, Gaia Files, che approfondiva alcune tematiche. La rubrica andò in onda sempre su Rai 3 ma in seconda serata. Normalmente veniva registrata in luoghi speciali.

## Puntate straordinarie
A una settimana circa dal maremoto dell'Oceano Indiano andò in onda in prima serata una puntata in collaborazione con il TG3 Primo Piano.

## "Terzo pianeta"
Dal 2006 il programma non viene più trasmesso; al suo posto troviamo il programma Terzo pianeta, che dal 2007 sino ad ora non ha avuto nuove puntate. Terzo Pianeta è un'evoluzione di Gaia, ed è condotto sempre dall'esperto geologo Mario Tozzi, il quale riprende argomenti talvolta già trattati nel programma precedente.

## Nella cultura di massa
La canzone Gaia di Arisa, presente nell'album Guardando il cielo del 2016, fa riferimento alla terra ma anche alla trasmissione di Tozzi.